# نزهت شميم
نزهت شميم خان (من مواليد 1960) دبلوماسية من فيجي وقاضية سابقة شغلت منصب الممثلة الدائمة لفيجي لدى الأمم المتحدة من عام 2014 إلى عام 2022. وكانت أيضًا رئيسة مجلس حقوق الإنسان التابع للأمم المتحدة في عام 2021. عملت كقاضية في المحكمة العليا في فيجي من عام 1999 إلى عام 2009، وهي أول امرأة تشغل هذا المنصب. تشغل حاليا منصب نائب المدعي العام للمحكمة الجنائية الدولية.